# Saint-Senoch
Saint-Senoch là một xã của tỉnh Indre-et-Loire, thuộc vùng Centre-Val de Loire, miền trung nước Pháp.